# ژو هونگ
ژو هونگ (انگلیسی: Zhou Hong؛ زادهٔ ۱۰ مارس ۱۹۶۶)  بازیکن والیبال زن اهل چین بود. وی در بازی‌های المپیک تابستانی ۱۹۹۲ شرکت کرده‌است.